# Santo Tomé (Santa Fe)
Santo Tomé es una ciudad de  75.272 habitantes, ubicada en el departamento La Capital, en la provincia de Santa Fe (Argentina). 
A 4 km de la capital provincial, Santa Fe, ya forma parte de esta ―con otras localidades― del aglomerado urbano Gran Santa Fe.
Santo Tomé es la localidad más poblada del Gran Santa Fe tras la ciudad de Santa Fe; y la séptima ciudad más poblada de la provincia. Dada su alta tasa de crecimiento, por haberse convertido en una «ciudad dormitorio» de la capital y por la proliferación de sus barrios residenciales.
Fundación.
El 12 de setiembre de 1872 firma un decreto el gobernador de la provincia, Dr. Simón de Iriondo, en donde reconoce a Santo Tomé su existencia como Pueblo.
Por ley provincial se crea la comuna el 31 de diciembre de 1879. 
Santo Tomé fue reconocida como ciudad a través de un Decreto provincial firmado por el entonces Gobernador Dr. Carlos Sylvestre Begnis, el día 12 de abril de 1962.

## Historia
Pueblos originarios vivieron en las orillas de sus ríos y actualmente se han encontrado diversos vestigios que están siendo investigados para aportar más información acerca de ellos.
Aunque para la mayoría de la gente, la historia de Santo Tomé parece comenzar en el siglo XVI y está asociada a Juan de Garay, fundador de Santa Fe y primer propietario de las tierras, según el título que se le otorgó el 21 de mayo de 1576.
A mediados del siglo XVII cuando la ciudad de Santa Fe se traslada a su actual emplazamiento, los padres jesuitas compran las tierras en donde fundaron la estanzuela de Santo Tomé. Nombre que fue adaptado en el uso popular y que testimonia la devoción de los padres de la Compañía hacia el apóstol santo Tomás, al quien los indígenas llamaban Pai Zumé.
La nueva estancia poseía tierras altas y fértiles, montes de algarrobos y espinillos que proporcionaban abundante leña, comunicación con el puerto de Buenos Aires y la ciudad de Córdoba y un río que facilitaba el transporte rápido y seguro de mercaderías.
Los antiguos caminos reales a Buenos Aires y a Córdoba pasaban por el vado del río Salado conocido como el paso de Santo Tomé.
Tras la expulsión de los religiosos, el gobernador Buccarelli confirmó en 1770 a Francisco Solano Frutos como propietario de esas tierras. 
Transcurrirían cien años luego de esta venta, —en los que no faltaron la construcción de un fuerte, el paso del ejército de Manuel Belgrano en, en su paso hacia el Paraguay— y las sucesivas ventas de parcelas que fueron generando el "caserío del Paso de Santo Tomé".
Un hecho importante se dio en abril de 1816 cuando el general Eustoquio Díaz Vélez fue enviado por el Directorio de las Provincias Unidas el Río de la Plata en un tercer ataque hacia Santa Fe. Díaz Vélez, intentando evitar una guerra civil y con la finalidad que los pueblos de Santa Fe, Entre Ríos, Corrientes y la Banda Oriental enviaran diputados al Congreso de Tucumán, firmó —el día 9— con el comandante de las fuerzas de mar de Santa Fe el Pacto de Santo Tomé, por el cual el Ejército de Observación depuso  al director interino Ignacio Álvarez Thomas, traspasó su jefatura a Díaz Vélez, en reemplazo de Manuel Belgrano, y acordó que la paz definitiva debía ratificarse entre ambos gobiernos y ser también aceptada por José Gervasio Artigas. La negativa de Artigas de firmar un acuerdo de paz definitivo provocó la no participación de representantes santafesinos -y sus aliados- en el Congreso de Tucumán y en la Declaración de Independencia de la Argentina. 
Pocos días después de desconocido el pacto, el gobernador Mariano Vera, atacó la ciudad de Santa Fe y logró reconquistarla viéndose obligado Díaz Vélez a abandonarla ya que tampoco tuvieron éxito los esfuerzos de los comisionados (Comisión de Bienes Extraños) -jurisconsultos doctores Alejo Castex y Miguel Mariano de Villegas, junto al contador Antonio Pósiga- ante el gobierno de la provincia de Santa Fe para acordar los términos de un cese de hostilidades: "autorizado para estipular con el jefe de ese territorio la transacción de las diferencias que desgraciadamente existen entre ambos territorios". Díaz Vélez dejó el suelo santafesino el 31 de agosto de 1816.
Esta comunidad conformada por unas pocas familias creció hasta convertirse en un centro poblacional de mayor importancia donde la gente experimentaba el deseo de organizarse y poseer sus autoridades e instituciones propias.
Pero no fue hasta el 12 de septiembre de 1872, que el Dr. Simón de Iriondo, gobernador de la provincia de Santa Fe, emitió un decreto en el que reconocía como pueblo al villorrio de Santo Tomé. Noventa años después, el crecimiento poblacional y el desarrollo socioeconómico demostraron la pertinencia de reconocerlo como ciudad. 
Al igual que los pueblos nacidos en la época colonial, en Santo Tomé la urbanización se fue produciendo lenta y paulatinamente alrededor de su iglesia y plaza principal. Con el correr de las décadas se evidenció una tendencia al crecimiento norte-sur que comprende barrios de tradición histórica y numerosos complejos habitacionales que se asentaron en forma vertiginosa en los últimos años.

## Geografía
- Esta cálida y acogedora ciudad está ubicada en la llanura pampeana y como tal su planicie es pareja con depresiones naturales hacia los cursos de los ríos que la circundan. Tiene una altura de 16 metros sobre el nivel del mar y una superficie de 88 km². La ubicación geográfica de la ciudad hizo de ella un nudo de comunicación estratégico que la vincula con los cuatro puntos cardinales y en especial por ser la ruta del Mercosur, lo que genera una concurrencia permanente y un gran movimiento urbano.

La atraviesan dos rutas nacionales y una autopista; la Ruta Nacional N.º 19 que nace en esta población y la conecta hacia el oeste con la ciudad de Córdoba y sus localidades intermedias, la Ruta Nacional N.º 11 que llega desde la ciudad de Rosario y la conecta con la capital provincial y siguiendo hacia el norte con la provincia del Chaco. También la Autopista Rosario-SantaFe, que en esta ciudad dibuja un importante nudo de comunicación tanto con el cruce de la ruta hacia la Prov. de Córdoba como con el desvío al aeropuerto de Sauce Viejo.

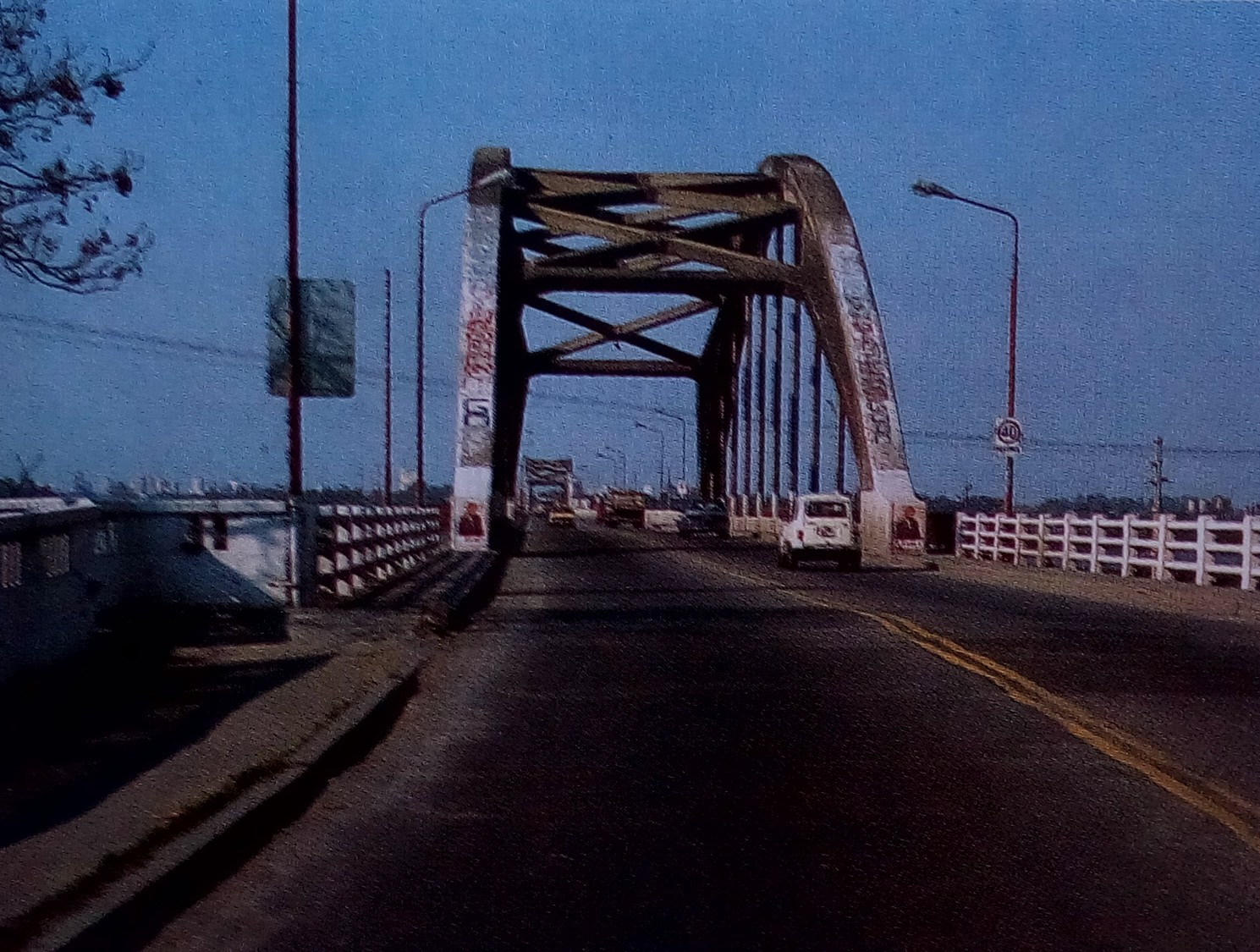
Puente Carretero Santo Tome-Santa Fe.

La circunda el río Salado que desemboca justamente aquí volcando sus aguas en el paraje cuatro bocas que uniéndose con el Río Santa Fe forman el Río Coronda. El Río Salado le otorga características especiales a la zona tanto por su costanera como por su balneario y sus islas agrestes que permiten el desarrollo de fauna natural y sobre todo de aves que alejadas de la zona de cultivos y de agroquímicos encuentran aquí un espacio donde habitar y procrearse, dando una fisonomía única y maravillosa. Todo esto genera aquí en Santo Tomé un espacio turístico para la zona donde desarrollar deportes acuáticos, náuticos y pesqueros de orilla o con embarcaciones. En su anfiteatro cuyo fondo de escenario son precisamente las islas y los ríos se lleva a cabo anualmente en el mes de diciembre el Festival Nacional de Folklore Paso del Salado que ha vuelto a ser en su edición 2010 sede del pre Cosquín.
Demás está decir que Santo Tomé se caracteriza por su creciente comercio y sus pizzerías y cervecerías nocturnas que reciben noche a noche  en sus avenidas a numerosos comensales deseosos de pasar un momento agradable en un clima fresco y natural.
La actividad cultural de la ciudad no solo se limita al festival de folklore, su centro cultural es la base del desarrollo de intensas actividades. También su Fundación Bica desarrolla sus actividades culturales y las promueve a toda la zona y cabe destacar la importante labor que desarrolla la Cámara de Comerciantes.

## Población
| Gráfica de evolución demográfica de Santo Tomé entre 1991 y 2022 |
|                                                                  |
| Fuente: Censos nacionales del INDEC                              |

## Santo Patrono
- Santo Tomás de Aquino. Su festividad se celebra el 7 de marzo.

## Escudo
- "En campo de gules, una banda en ondas, de plata. Un escudete de oro cargado en cada partición: el primero, con un libro abierto de su color y el segundo, con un chañar de sinople, frutado de gules. Como timbre, una corona mural de oro..."'
- Palabras propias de un lenguaje heráldico que hacen referencia a los elementos componentes del escudo de armas de la ciudad. Este fue adoptado en 1968 a través de la Ordenanza n.º 121: se aceptó y aprobó el trabajo presentado por un especialista de la Junta de Genealogía y Heráldica de la Ciudad de Buenos Aires, Conde Raúl Viglierchio
- Interpretación
  - -"En campo de gules, una banda en ondas, de plata": se manifiesta que sobre un fondo rojo se destaca una franja ondeada de color plata: esto hace referencia al río Salado; éste acompañó a Santo Tomé desde sus inicios allá lejos, cuando era un lugar de paso, una pequeña estanzuela, cuando recibía en aquellos tiempos lejanos su nombre; río que se constituye por tanto en el mudo testigo de los hechos del lugar.
  - - "Un escudete... - un pequeño escudo- con un libro abierto. Este elemento habla de quienes son intelectuales o estudiosos. En esta oportunidad hace referencia concretamente a Santo Tomás de Aquino, que fuera proclamado Patrono del lugar; una personalidad reconocida como filósofo y teólogo de la Iglesia.
  - - Otro escudito, con un chañar con frutos. Esto hace alusión al nombre que se le impusiera a uno de los fuertes instalados en esta zona para defender a Santa Fe; nombre que seguramente fue tomado de los pequeños bosquecillos existentes en esos viejos tiempos en este sitio.
  - - "la corona mural de cuatro almenas": se toma como distintivo de villas y ciudades. Además de ello hace referencia a que este lugar fue fortín y plaza militar, como se puede observar al hojear las páginas de nuestra historia lugareña. A aquel pequeño asentamiento le cupo la responsabilidad de guardar el ingreso a la ciudad capital de la provincia. También muchas veces fue escenario de encuentros bélicos, a veces lamentablemente entre hermanos argentinos. Pero Santo Tomé también brindó un día su vieja capilla de la Estanzuela para sellar ese Tratado de Paz entre porteños y la gente del Litoral, un día de abril de 1816. Un acontecimiento de contornos nacionales en aquella naciente patria...

## Despliegue de lasFuerzas Armadas argentinasen Santo Tomé
| Unidades pertenecientes a la Guarnición Militar Santa Fe | Sigla         |
| -------------------------------------------------------- | ------------- |
| Batallón de Ingenieros Anfibios 121                      | B Ing Anf 121 |
| Batallón de Ingenieros 1 «Zapadores Coronel Czetz»       | B Ing 1       |

## Barrios
- Centro (Vecinal Centro), la zona céntrica de la ciudad está limitada por la avenida 7 de Marzo y calles 25 de Mayo y Sarmiento al noreste hasta la costanera del Río Salado, está poblada de comercios y en ella se radica la Municipalidad, el Banco de la Nación Argentina, los Bancos de Santa Fe y MACRO, la fundación Bica, el centro comercial, las escuelas secundarias Técnica 322 y 614 y Comercio 443, la primaria Juan de Garay N.º 15 y el jardín de infantes 25 de Mayo, el centro cultural y el nuevo espacio cultural ex Inali, el anfiteatro, la iglesia de la Inmaculada Concepción, las plazas de San Martín y Libertad y el parque de la Costanera, el Club Independiente, Club Unión Santo Tomé y Club de Caza y Pesca El Julepe y la sede del Comando Radioeléctrico.
- Vecinal 7 de Marzo, limitado por las avenidas 7 de Marzo y avenida del Luján y calle Hernandarias hacia el sureste hasta la Laguna Bedetti, zona comercial y donde se ubica el Sanatorio Servicios 7 de Marzo, zona poblada de consultorios y clínicas de atención de la salud privados, la iglesia de la Sagrada Familia, los Clubes Ford T y Club Ministerio, el Registro Civil y las escuelas primarias 6395, 579 y 1233. barrio donde también se encuentra la residencia VIDOZ a la vuelta de la estación de servicio Petrosol.
- San Martín, limitado por las avenidas del Luján y avenida Ejército Argentino (Ruta 19) y calle San Martín hacia el oeste hasta las vías del Ferrocarril Belgrano. Zona donde está ubicada la Comisaría N.º 12, el cuartel de Bomberos y la escuela primaria 1106, el club Don Sebastián y club La Quinta (ex quinta del Bica). Aquí también se ubica el tanque principal de agua potable lo que da lugar a que en sus alrededores sus vecinos llamen a esta zona vulgarmente barrio el tanque.
- Sarmiento, limitado por calles San Martín y Moreno hacia el oeste hasta las vías del Belgrano. En ella está ubicada la Escuela secundaria 340, la estación del ferrocarril Belgrano y el club El Cuarteador.
- Vecinal Sargento Cabral, zona limitada por calle Sarmiento y Moreno hacia el norte hasta las vías ferroviarias. En ella se ubica el camping municipal y el balneario, también la sede del club de los abuelos.
- Loyola,(Vecinal San Ignacio de Loyola): limitado por avenida del Luján y calles Hernandarias, Iriondo y 12 de septiembre, incluye esta área la construcción que realizara el Banco Hipotecario Nacional llamado comúnmente barrio Loyola y que comprende 385 unidades habitacionales entre casas, dúplex y torres. En ella está radicado el Centro de Educación Física 33 y la Escuela privada de La Paz.
- General Paz, zona limitada por calles Iriondo, Hernandarias y Alberdi hacia el Este hasta el Río Coronda y los Cuarteles Militares.
- Dos Rutas, zona comprendida por la avenida Ejército Argentino (Ruta 19), avenida del Luján y calle La Rioja hacia el oeste hasta la avenida Malvinas Argentinas. Sobre Ruta 19 existe un variado comercio especialmente corralones de materiales y el Hotel más importante de la ciudad. Se radica en este barrio el Corralón Municipal N.º 2 y uno de los Jardines de infantes más grandes.
- Alianza, (Vecinal René Favaloro) limitada por avenida del Luján y calles La Rioja, Azcuénaga y 12 de Septiembre. Zona donde se radica el Hospital local y los clubes Alianza y Floresta. También un hotel de reciente inauguración.
- Iriondo, uno de los barrios más antiguos de esta ciudad limitado por calles San Martín, Mosconi, Santiago de Chile y J.J. Paso. En ella se ubica la estación del ferrocarril Mitre donde la Municipalidad radicó su Dirección de Tránsito, el club Cha-roga, la Escuela Primaria 1110 que da origen al nombre del barrio y el Centro de educación física n.º 50.
- Gral López, ubicado al sur de la ciudad y limitado por avenida del Luján y calles 12 de septiembre, Iriondo, Laprade, Centenario y Alberdi. En la zona se construyen los nuevos edificios de la iglesia Nuestra señora de La Paz y de la escuela técnica 614.
- Villa Libertad, ubicado en el extremo noroeste de la ciudad y limitado por calles Sarmiento, Mosconi, Rep. de Chile y Pueyrredón. Se radica en el barrio el Club Sarmiento (ex El patito).
- Lourdes, quizás el barrio más nuevo de la ciudad construido por el Fonavi, zona de casitas ubicado en el extremo norte-oeste de la ciudad frente al cementerio municipal y comprendido por calles Sarmiento, Pueyrredon, Necoches y la autopista. Aquí se ubica el Corralón Municipal N.º 1.
- Adelina Este, zona ubicada en el extremo sureste de la ciudad limitada por calle Richieri, Candioti, Chapeaurouge, iriondo y Tomás Lubary hasta el río. Está ubicada a un costado de los cuarteles militares.
- Adelina Centro, limitada por avenida Richieri, Av. Luján y calles Iriondo y Tomás Lubary. Antigua zona de quintas de verduras y hortalizas, en la actualidad totalmente poblada.
- Adelina Oeste, zona ubicada al sur de la ciudad continuación de los barrios homónimos, limitada por Av. Richieri, Primera Junta, Av. del Luján y Tomás Lubary. Antigua zona de casaquintas, actualmente muy poblada y donde se ubican viveros y moteles. También se encuentra la iglesia de Nuestra Señora de Luján.
- 12 de septiembre, limitado por calles Azcuénaga, La Rioja, Alberdi y Av.Malvinas Argentinas, barrio ubicado al oeste del Hospital.
- El Chaparral, barriada ubicada en el extremo norte de la ciudad entre las vías de los dos ferrocarriles.
- Juan XXIII, pequeño barrio al sur de la ciudad sobre avenida Richieri  y rodeado por barrio Adelina Centro.
- Villa Luján, extenso barrio que comprende dos zonas al este de la Av. Luján hasta Alberdi, Saavedra y Richieri y otra zona en el oeste de Av. Luján entre 12 de septiembre, Av. Richieri y Av. Malvinas Argentinas. En la zona este se encuentra ubicada la escuela primaria 140.
- Las Vegas, ubicado en la zona sureste desde Estados Unidos de México, Richieri hasta la autopista. Se encuentra en este barrio la escuela primaria 49.
- Los Hornos, zona alejada del casco urbano que se ubica al este de la autopista donde se encuentran los hornos de ladrillos que dan nombre al barrio. Aquí está la escuela privada Señor y Virgen del Milagro.
- Luz y Fuerza, pequeño barrio construido por intermedio del sindicato que le da nombre y ubicado entre calles Candioti, Alberdi, Frutos y Alsina.
- Monseñor Zaspe, barrio construido por el Fonavi en torres de departamentos, ubicado entre calles Alberdi, Laprade, Rivadavia y Saavedra. Aquí está la escuela primaria 1356.
- Parque Vera, pequeño y nuevo barrio que limita a la Av. Richieri y calles Laprade, Rivadavia e Iriondo.
- Las Baleares, pequeño barrio ubicado sobre la Ruta 11 y que limita con el acceso desde la autopista al aeropuerto Sauce Viejo.
- Vecinal Oeste, zona poco poblada y hacia donde se extiende rápidamente la ciudad, se ubican allí varios polideportivos y los cementerios municipal e israelita.
- Fonavi Sargento Cabral, barrio conformado por las unidades habitacionales en torres y casas construidas por el Fonavi, se encuentra entre calles Lisandro de la Torre, Alberdi, Falucho e Irriondo.
- Costa azul, zona poco poblada debido a la baja cota que registra, se ubica en el extremo norte de la ciudad muy cercano al Río Salado.
- Nuestra Señora de la Paz, uno de los nuevos barrios construidos por el fonavi sobre calle Alberdi, en el sur de la ciudad.
- Militar Los Cuarteles, barrio ubicado adentro y frente a los cuarteles militares de los batallones de Ingenieros 1 y de Ingenieros Anfibios 121, en su extremo está la escuela primaria 166 y al frente el club de Suboficiales, sobre calle Candioti entre Alberdi y Chapeaurouge.
- Santo Tomás de Aquino, barrio ubicado en el extremo norte, después de las vías del ferrocarril Mitre entre calles Entre Ríos y J.J. Paso.

## Parajes
- Campo Jullier
- Campo Mauri
- Cuatro Bocas (extremo de cuarteles militares, hoy Bº Villa Adelina Este)
- Villa del Luján (hoy Bº Villa Luján)

## Barrios Privados
- La Tatenguita, emplazado sobre la Autopista Rosario-Santa Fe, el más poblado de los barrios privados y donde se encuentra el campo de deportes del Club Unión de Santa Fe.
- El Paso, ubicado atrás del country La Tatenguita sobre la ruta 5 en el acceso norte a Santo Tomé, posee un buen link de golf.
- Judiciales, ubicado sobre la margen oeste de la autopista.
- Aires del Llano, el de más reciente creación y el más moderno de los barrios privados, también ubicado sobre la autopista mano del oeste.
- El Pinar, tradicional country privado emplazado en la zona oeste de la autopista.
- Dos Lagunas (en construcción) frente al club El Paso.
- Las Almenas (en construcción) sobre ruta 5 y autopista.
- Altos de la Ribera, ubicado frente al club El Paso, sobre autopista
- La Reserva
- Lagunas del Carmen
- Solares del Paucke
- Santomás
- Nogadel
- La Linda

## Medios de comunicación
- FM Record 89.7 MHz
- FM -Todas las Voces 97.5 MHz
- FM 100.1 MHz
- FM Argentina 104.9 MHz

## Sitios Gubernamentales
- Página web de la municipalidad de Santo Tomé
- Sitio Relevamiento Patrimonial de la Provincia
- Sitio federal (IFAM) Instituto Federal de Asuntos Municipales

### Ubicación geográfica y datos del tiempo
- Coordenadas geográficas
- Coordenadas geográficas
- Datos del Clima

## Parroquias de la Iglesia católica en Santo Tomé
| Arquidiócesis | Santa Fe de la Vera Cruz |
| ------------- | --- |
| Parroquias    | Inmaculada Concepción y Santo Tomás de Aquino, Nuestra Señora de la Paz, Nuestra Señora de Luján, Sagrada Familia de Nazaret |